# To the Left
To the left è un singolo della cantante bulgara Džina Stojeva, pubblicato 17 luglio 2015.
Questa canzone è stata la prima ad essere registrata da un'etichetta indipendente.